# Eva Mei
Eva Mei (* 1967 in Fabriano, Italien) ist eine italienische Opern-, Lied- und Konzertsängerin (Sopran).

## Leben
Eva Mei studierte Gesang am Konservatorium Luigi Cherubini in Florenz. Dort schloss sie ihr Studium 1989 mit einem Diplom ab. Ein Jahr später gewann sie beim Internationalen Mozartwettbewerb in Wien den Caterina-Cavalieri-Preis für ihre Interpretation der Konstanze aus Die Entführung aus dem Serail. Mit dieser Partie debütierte die junge Sängerin im selben Jahr an der Staatsoper Wien. Dies war der Beginn einer steilen Karriere, die schnell internationales Niveau erreichte und die Sopranistin an bedeutende Opernhäuser der Welt führte.
In Wien sang Eva Mei u. a. noch folgende Partien: Donna Anna, Alcina, Haydens Euridice, Schuberts Luitgarde, Violetta und die Contessa di Almaviva. Die Künstlerin hatte Gastengagements in Zürich als Alice Ford, als Königin der Nacht am Royal Opera House Covent Garden in London sowie an der Staatsoper Berlin, wo sie auch als Violetta in La traviata brillierte.
1993 gab die Sopranistin ihr Debüt an der Mailänder Scala als Amenaide in Rossinis Tancredi. An der Scala, in Genua, Bologna und München sang sie – vom Publikum frenetisch gefeiert – die Norina in Don Pasquale, beim Rossini Opera Festival Pesaro die Fanny in La cambiale di matrimonio, 1996 die Berenice in L’occasione fa il ladro sowie 1997 in Sofia in Il signor Bruschino. 
Eva Mei gastiert auf allen großen nationalen und internationalen Opernbühnen: Amsterdam, Budapest, Genf, Palermo, Wien, Zürich, Berlin, Rom, Turin, Venedig, Tokio, Mailand, München, Essen, London, Paris, Brüssel, Venice, Cagliari etc. Ihr Repertoire umfasst, neben den schon genannten Partien, noch weitere in folgenden Opern: Lucia di Lammermoor, Il Barbiere di Siviglia, Der Schauspieldirektor, Turandot, Carmen, La sonnambula, Il turco in Italia, Die Hochzeit des Figaro, Thaïs, Der lustige Krieg, Falstaff, Norma, Zaide, La finta giardiniera, um nur einige der vielen weiteren zu nennen.
Die Sopranistin ist eine begehrte und viel umjubelte Konzertsängerin, die schon auf allen großen Konzertpodien Europas aufgetreten ist. Zu ihrem Repertoire gehören Lieder von Claude Debussy, Ludwig van Beethoven, Joseph Haydn, Anton Bruckner, Richard Strauss usw.
Eva Mei sang u. a. unter Myung-Whun Chung, Nikolaus Harnoncourt, Daniel Oren, Marcello Viotti, Franz Welser-Möst und Wolfgang Sawallisch. Mehrere CDs, Videos, Rundfunk- und Fernsehauftritte (in ganz Europa) runden die künstlerische Tätigkeit der Sängerin ab.

## Diskografie (Auswahl)
- Tancredi (RCA 1995)
- I Capuleti e i Montecchi (RCA 1997)
- Rossini, Bellini & Donizetti (RCA 1997)
- Axur, re d’Ormus (Nuova Era)